# Xerocrassa nicosiana
Xerocrassa nicosiana is een slakkensoort uit de familie van de Hygromiidae. De soort is endemisch op Cyprus.
Xerocrassa nicosiana werd voor het eerst wetenschappelijk beschreven als Trochoidea nicosiana door E. Gittenberger (1991).